# Enicospilus carri
Enicospilus carri är en stekelart som beskrevs av Ian D. Gauld 1988. Enicospilus carri ingår i släktet Enicospilus och familjen brokparasitsteklar. Inga underarter finns listade i Catalogue of Life.